# Perdigão (calciatore)
Jeferson Fernandes Macedo, meglio noto come Perdigão (São Miguel do Iguaçu, 17 luglio 1991), è un calciatore brasiliano, attaccante del Régua.

## Caratteristiche tecniche
È un'ala destra.

## Carriera
Il 4 settembre 2016 ha esordito in Primeira Liga disputando con il Chaves il match contro il Nacional vinto 1-0.